# ديك بورويل
ديك بورويل (بالإنجليزية: Dick Burwell)‏ هو لاعب كرة قاعدة أمريكي، ولد في 23 يناير 1940 في ألتون في الولايات المتحدة.

## وصلات خارجية
- ديك بورويل على موقعبيزبول رفرنس.كوم (الدوري الرئيسي) (الإنجليزية)
- ديك بورويل على موقعبيزبول رفرنس.كوم (الدوري الثانوي) (الإنجليزية)